# جون ك. ماثر
جون ك. ماثر (بالإنجليزية: John C. Mather)‏ هو سياسي أمريكي، ولد في 30 نوفمبر 1813، وتوفي في 13 أغسطس 1882. انتخب عضو مجلس ولاية نيويورك.